# 新人お笑い尼崎大賞
新人お笑い尼崎大賞（しんじんおわらいあまがさきたいしょう）とは、エフエムあまがさき（FMaiai）主催で行われるお笑いコンクールの名称。

## 概要と歴史
- 若手のお笑いタレントを発掘・育成するため、尼崎市と地元FM局の「エフエムあまがさき」が2001年（平成13年）に創設。
- 審査委員長は演芸作家の織田正吉。
- 応募資格は、新人であり、過去に「新人お笑い尼崎大賞」の大賞を受賞していないこと。
- 演技時間は1組につき、予選では3分以内。本選では10分以内。
- 大賞には賞金10万円。副賞として、エフエムあまがさき1年間レギュラー番組出演権が与えられる。優秀賞には5万円、奨励賞には2万円の賞金（第9回大会）。
- 当初は、毎年決勝は2月に行われていたが、2007年より決勝が秋に開催されるようになり、その結果2007年のみ大会が二度行われることとなった。
- 2012年からは「落語の部」「漫才・コント等の部」の2部門に分けて行われることとなった。

## 歴代受賞者
- 第1回（2001年） - 大賞：オールバック　優秀賞：友近由紀子（現在は友近）　奨励賞：コンセイソン（現在はこんせいそん）
- 第2回（2002年） - 大賞：ヒロギン　優秀賞：せんたくばさみ　奨励賞：フラワーセブン
- 第3回（2003年） - 大賞：レッド&イエロー　優秀賞：ダウト　奨励賞：田中くにお
- 第4回（2004年） - 大賞：たんたん　優秀賞：辻本学　奨励賞：ボルトボルズ
- 第5回（2005年） - 大賞：12ch （フロントページ藤川、なすなかにし中西、ボルトボルズ弓川、天然もろこし関根）　優秀賞：チキチキジョニー　奨励賞：男と女
- 第6回（2006年） - 大賞：エバービューハイツ空席あります　優秀賞：漫天　奨励賞：Fun Park
- 第7回（2007年） - 大賞：アルトバイエルン　優秀賞：おにぎり　奨励賞：ワタルwithオカン
- 第8回（2008年） - 大賞：ひこーき雲　優秀賞：チュチュ　奨励賞：パワータフ
- 第9回（2009年） - 大賞：ソメイヨシノ　優秀賞：ごったに劇場　奨励賞：グリーンホーン
- 第10回（2010年） - 大賞：自由きまま　優秀賞：レモンスカッシュ　奨励賞：サンロード
- 第11回（2011年） - 大賞：ミニスカ×ニーソックス　優秀賞：堀川絵美（現在は蟹々々エミ） 奨励賞：ちゃぶ台返し
- 第12回（2012年） - 大賞：かいはやと　優秀賞：ⅡⅢ　奨励賞：チャリンコクラブ
- 第13回（2013年） -  【落語の部】大賞：桂優々　優秀賞：桂咲之輔　奨励賞：道楽亭海人／【漫才・コント等の部】大賞：バッチトゥース　優秀賞：あらじお（現在は横山ポンスケゆうすけ）奨励賞：ヤタガラス
- 第14回（2014年） -  【落語の部】大賞：海月家ぷかり　優秀賞：月亭太遊　奨励賞：桂咲之輔／【漫才・コント等の部】大賞：男性ブランコ　優秀賞：荒川いたし・篠原かいし　奨励賞：よふかしイエロー
- 第15回（2015年） - 【落語の部】大賞：天満家豊蝶　優秀賞：桂あおば　奨励賞：大川亭さくら／【漫才・コント等の部】大賞：ゆりやんレトリィバァ　優秀賞：G&G　奨励賞：まるがめ→ぜ
- 第16回（2016年） - 【落語の部】大賞：立の家猿之介　優秀賞：浪漫亭不良雲　奨励賞：無敵亭大我／【漫才・コント等の部】大賞：Mr.マイク　優秀賞：電氣ブラン（後にディカプリオに改名）　奨励賞：小二子町
- 第17回（2017年） - 【落語の部】大賞：浪速家梅吉　優秀賞：千里家圓九　奨励賞：橘亭カレーぱん（現在は桂小文吾）／【漫才・コント等の部】大賞：ラビットラ　優秀賞：丸亀じゃんご　奨励賞：河邑みく（現在は河邑ミク）
- 第18回（2018年） - 【落語の部】大賞：浪漫亭不良雲　優秀賞：半丸亭寿近　奨励賞：千里家バカボン／【漫才・コント等の部】大賞：キャタピラーズ　優秀賞：チャンプチョップ　奨励賞：エルフ
- 第19回（2019年） - 【落語の部】大賞：神楽家小粋　優秀賞：銀杏亭魚折[1]　奨励賞：呆っ人／【漫才・コント等の部】大賞：人生は夢　優秀賞：たらちね　奨励賞：しょうせいとパパ
- 第20回（2020年） - 【落語の部】大賞：鳳亭四季　優秀賞：日日是晴天丸　奨励賞：楠木亭遊人／【漫才・コント等の部】大賞：スナフキンズ　優秀賞：豪快キャプテン　奨励賞：たらちね
- 第21回（2021年） - 【落語の部】大賞：さらら亭文月　優秀賞：独楽屋なおい丸　奨励賞：ぷりん亭芽りん（現：桂文りん）／【漫才・コント等の部】大賞：タチマチ　優秀賞：ヤマトタケル　奨励賞：松浦景子
- 第22回（2021年） - 【落語の部】大賞：無敵亭大我　優秀賞：呆っ人　奨励賞：独楽家なおい丸／【漫才・コント等の部】大賞：オノマトペ　優秀賞：ファンファーレと熱狂　奨励賞：ダンス・ダンス・ダンス
- 第23回（2022年） - 【落語の部】大賞：境家一八四　優秀賞：日日是晴天丸　奨励賞：楽し家うれ志／【漫才・コント等の部】大賞：播磨エビス　優秀賞：ヒガスミ　奨励賞：Skystar
- 第24回（2023年） - 【落語の部】大賞：立の家文弥　優秀賞：夢見家春木　奨励賞：葵家竹生／【漫才・コント等の部】大賞：ドライブドライブ　優秀賞：鉄腕打線　奨励賞：どくさいスイッチ企画
- 第25回（2024年） - 【落語の部】大賞：呆っ人　優秀賞・観客賞：東家四街　奨励賞：夏過ぎ亭あきの助／【漫才・コント等の部】大賞：くわがた心　優秀賞・観客賞：国道アリス　奨励賞：キツネとどんぐり
  - 上記以外に、奨励賞の下に「努力賞」が存在し、受賞者数は年ごとに異なる。